# Elese Sommerová
Elese Sommerová (Dover, 15 settembre 2001) è una sciatrice alpina ceca.

## Biografia
Specialista delle prove tecniche attiva dal novembre del 2017, la Sommerová ha esordito in Coppa Europa il 17 febbraio 2018 a Bad Wiessee in slalom speciale (45ª), in Coppa del Mondo il 16 febbraio 2020 a Kranjska Gora nella medesima specialità, senza completare la prova, ai Campionati mondiali a Cortina d'Ampezzo 2021, dove non ha terminato lo slalom speciale, e ai Giochi olimpici invernali a Pechino 2022, dove si è classificata 14ª nella gara a squadre e non ha completato né lo slalom gigante né lo slalom speciale; ai Mondiali di Courchevel/Méribel 2023 si è piazzata 10ª nella gara a squadre (partecipando come riserva), non ha completato lo slalom speciale e non si è qualificata per la finale nel parallelo e a quelli di Saalbach-Hinterglemm 2025 non ha completato lo slalom speciale.

## Palmarès

### Coppa Europa
- Miglior piazzamento in classifica generale: 155ª nel 2023

### Nor-Am Cup
- Miglior piazzamento in classifica generale: 26ª nel 2022
- 1 podio:
  - 1 terzo posto

### Campionati cechi
- 1 medaglia:
  - 1 argento (slalom gigante nel 2021)